# Michael Green (Hockeyspieler)
Michael Green (* 5. Mai 1972 in Braunschweig) ist ein ehemaliger deutscher Hockeyspieler.

## Biographie
Greens beide Elternteile waren Ärzte. Seine Mutter stammt aus Rumänien und sein Vater aus Santa Barbara im US-Bundesstaat Kalifornien.
Er begann mit 14 Jahren mit dem Hockeysport, in seiner Schulzeit spielte er für die Braunschweiger Clubs MTV und BTHC. Nach dem Abitur ging er nach Hamburg, wo er sich dem Harvestehuder THC anschloss. Mit dem Hamburger Verein gewann er dreimal die deutsche Meisterschaft im Feldhockey. Im Jahr 1993 wurde Green in Terrassa Junioren-Weltmeister. Von 1993 bis 2006 gehörte er als Abwehr- und Mittelfeldspieler der deutschen Nationalmannschaft an. Er spielte bis zum Alter von 39 Jahren in der Bundesliga.
Green absolvierte insgesamt 320 Länderspiele (308 Feld, 12 Halle). Er nahm an den Olympischen Spielen Atlanta 1996 und Sydney 2000 teil und wurde 2002 in Kuala Lumpur Weltmeister. 2002 wurde er als Welthockeyspieler ausgezeichnet. Für seine sportlichen Leistungen wurde er vielfach ausgezeichnet, darunter 2003 mit dem Silbernen Lorbeerblatt.
Michael Green ist beruflich als Arzt tätig und lebt in Hamburg. 2013 eröffnete er gemeinsam mit Helge Beckmann in Hamburg-Ottensen eine Praxis für Orthopädie, Unfallchirurgie und Sportmedizin. Von 2010 bis 2013 war er Vizepräsident Sport im Deutschen Hockey-Bund. Im Welthockeyverband FIH war Green von 2010 bis 2016 Vorsitzender der Athleten-Kommission. Beim Harvestehuder THC übernahm er 2017 die Leitung der Jugendarbeit und arbeitete für den Verein ein Nachwuchsförderkonzept aus.